# Portret księżnej Benavente

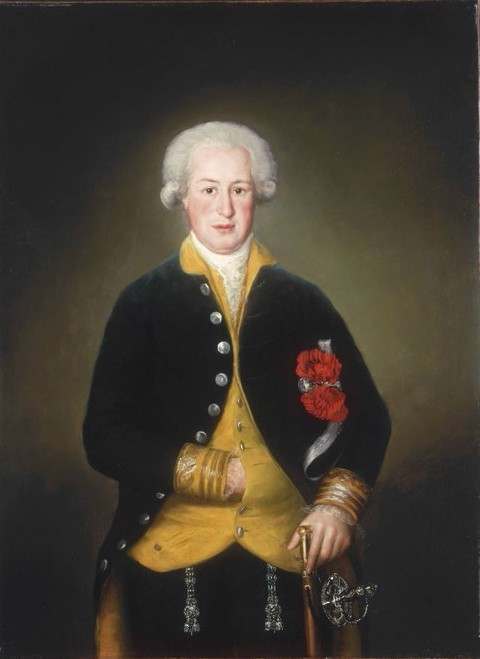
Portret księcia Osuny

Portret księżnej Benavente lub Portret Marii Josefy de Soledad, księżnej Osuny (hiszp. María Josefa de Soledad, duquesa de Osuna lub La condesa-duquesa de Benavente) – obraz olejny hiszpańskiego malarza Francisca Goi (1746–1828) przedstawiający hiszpańską arystokratkę.

## Księżna Benavente
María Josefa de la Soledad Alonso Pimentel y Téllez Girón (1752–1834) była zamożną arystokratką pochodzącą z najstarszych hiszpańskich rodów, nosiła liczne tytuły, w tym książęce (Benavente i Osuny) i hrabiowskie. Wyróżniała się inteligencją i postępowymi poglądami; odegrała ważną rolę w hiszpańskim społeczeństwie epoki, inicjując liczne akcje charytatywne i społeczne. Działała w Radzie Pań (Junta de Damas), założonej przy Madryckim Towarzystwie Ekonomicznym Przyjaciół Kraju. W czasie wojny wyzwoleńczej, toczonej przeciwko Francuzom, przeniosła się ze stolicy do Kadyksu, aby nie wspierać reżimu. Zmarła w Madrycie 5 października 1834, w wieku 82 lat.
Razem z mężem, księciem Osuny, należeli do czołowych przedstawicieli hiszpańskiego oświecenia. Wspólnie organizowali wieczory dyskusyjne, na które zapraszano wybitnych ilustrados. Wspierali kulturę, stworzyli pokaźną bibliotekę zawierającą pozycje zakazane przez inkwizycję. Roztaczali mecenat nad naukowcami i artystami epoki, do których należeli m.in. Leandro Fernández de Moratín i Francisco Goya.

## Okoliczności powstania
Książę i księżna Osuny zostali pierwszymi mecenasami Goi w Madrycie, ich protektorat nadał tempa karierze malarza. Za indywidualne portrety książęcej pary wykonane w 1785 Goya otrzymał 4800 reali de vellón i kolejne zamówienia, m.in. na rodzinny portret Książę i księżna Osuny z dziećmi. Księżna zamówiła u niego także serię obrazów gabinetowych, których tematem były czarownice i gusła.

## Opis obrazu
Portret powstał w 1785 jako pendant portretu księcia w mundurze Gwardii de Corps, księżna miała wtedy 33 lata. Jest ubrana w niebieską suknię w stylu angielskim – wciętą w talii i obszytą koronkami, z wąskimi rękawami do łokci. Głęboki dekolt okrywa szal z cienkiej gazy. Jej strój oraz fryzura hołdują paryskiemu stylowi Marii Antoniny, jej toaleta jest elegancka, ale nie frywolna. Stan sukni podkreśla kokarda z różowego jedwabiu, zdobiąca także kapelusz obok drobnych kwiatów, strusiego pióra i egrety. Białe rękawiczki są wykonane z delikatnej skóry. Księżna w jednej ręce trzyma wachlarz, a drugą opiera na parasolce – jej postawa ukazuje opanowanie i pewność siebie. Szara peruka z misternie ułożonymi lokami otacza jej łagodną twarz, uwagę zwraca inteligentne i przenikliwe spojrzenie. Goya nie poprawia mankamentów jej urody – zbyt długiego nosa, czy wąskich ust.
Goya podkreślił detale, stosując lekkie pociągnięcia pędzlem, a łagodne przejścia tonów barw uzyskał metodą laserunku.

## Proweniencja
Majątek książąt został w dużej części roztrwoniony przez ich spadkobierców, zwłaszcza XII księcia Osuny Mariana Téllez-Girón. W 1896 w Madrycie odbyła się publiczna licytacja posiadłości i kolekcji dzieł sztuki należących do rodziny. Portret księżnej został sprzedany, trafił do kolekcji Alfreda Bauera, a następnie Juana March Ordinas i Bartolomé Marcha Servera. Obecnie należy do kolekcji Fundacji Bartolomé March.